# 枫边乡
枫边乡，是中华人民共和国江西省赣州市兴国县下辖的一个乡镇级行政单位。

## 行政区划
枫边乡下辖以下地区：
枫边村、茅坪村、西林村、坊坑村、海丰村、箬坑村、密石村、河溪村、石印村、社坪村、板坑村和山下村。